# Mohadese Mirzaee
Mohadese Mirzaee (Afeganistão, 1998) é uma pioneira piloto de avião comercial afegã.

## Biografia
Mohadese Mirzaee estudou no Canadá, onde teve de trabalhar de caixa e camareira para pagar pelas aulas de voo. Ela é piloto de avião desde setembro de 2020. Quando voltou ao Afeganistão, foi difícil encontrar trabalho. Em 24 de Fevereiro de 2021, pilotou um Boeing 737 de Kam Air, no primeiro voo afegão com tripulação exclusivamente feminina. No regresso dos talibãs ao poder do Afeganistão, ela abandonou o país como passageira de um avião. Refugiou-se na Bulgária, com a intenção de voltar a pilotar. Sua mãe e sua irmã refugiaram-se na Albânia.

## Reconhecimento
Fez parte da lista das 100 mulheres mais influentes de 2021 segundo a BBC pela sua defesa da igualdade entre homens e mulheres.